# Christina Pickles
Christina Pickles (Yorkshire, 17 de febrero de 1935) es una actriz de origen británico. Ha aparecido en numerosos programas de televisión tales como Roseanne, Diagnosis Murder, Murder, She Wrote y Friends; pero su papel más importante hasta la fecha ha sido el de la enfermera Helen Rosenthal en el drama médico St. Elsewhere.

## Vida
Christina Pickles nació en Yorkshire, Inglaterra en febrero de 1935. Parte importante de su familia se compone de su tío, el locutor de radio Wilfred Pickles y de su hermano, el juez James Pickles. Su sobrina es la también actriz Carolyn Pickles. Actualmente está nacionalizada estadounidense.

## Filmografía
- The Guiding Light - como Linell Conway - (algunos episodios, 1970-1972)
- Seizure (1974) - como Nicole Blackstone -
- Another World - como la condesa Elena de Poulignac - (algunos episodios, 1977-1979)
- Rush It (1978) - como Eve -
- The White Shadow - como Christine - (1 episodio, 1981)
- Lou Grant - como Elsa - (1 episodio, 1982)
- It Came Upon the Midnight Clear (1984) - como Chris -
- Masters of the Universe (1987) - como la Hechicera del Castillo Grayskull -
- Tales from the Hollywood Hills: Golden Land (1988) - como Irene -
- St. Elsewhere - como la enfermera Helen Rosenthal - (137 episodios, 1982-1988)
- Family Ties - como Ruth Hobart - (2 episodios, 1988)
- Who's the Boss? - como Laura - (1 episodio, 1988)
- The Hijacking of the Achille Lauro (1989)  - como Charlotte -
- The People Next Door - como Cissy MacIntyre - (10 episodios, 1989)
- In the Heat of the Night - como la Dra. Lureen Allcott - (1 episodio, 1991)
- Matlock - como Diana Huntington - (2 episodios, 1992)
- Laurie Hill - como Mary - (2 episodios, 1992)
- Nightmare in the Daylight (1992) - como Sarah Jenner -
- A Twist of the Knife (1993) - Marilyn Cabot -
- Revenge of the Nerds IV: Nerds in Love (1994) - como Tippy -
- Legends of the Fall (1994) - como Isabel Ludlow -
- Sisters - como Didi Poncell - (1 episodio, 1994)
- Cybill - como Betty - (1 episodio, 1995)
- Murder, She Wrote - como Susan McGregor - (1 episodio, 1995)
- Diagnosis Murder - como Bea Michaels - (1 episodio, 1996)
- No Easy Way (1996) - como la Sra. Livingston -
- Grace of My Heart (1996) - como la Sra. Buxton -
- Romeo + Juliet (1996) - como Caroline Montague -
- Weapons of Mass Distraction (1997) - como la Sra. Frieda Messinger -
- The Wedding Singer (1998) - como Angie Sullivan -
- Monday After the Miracle (1998) - como Kate Keller -
- Murder She Purred: A Mrs. Murphy Mystery (1998) - como Mim Sanburne -
- Valerie Flake (1999) - como Meg Darnell -
- JAG - como Trish Burnett - (3 episodios, 1998-2000)
- Get Real - como Elizabeth Parker - (22 episodios, 1999-2002)
- Angels Don't Sleep Here (2002) - como Angela Porter -
- Sol Goode (2003) - Madre de Sol -
- Friends - como Judy Geller - (19 episodios, 1994-2003)
- Kat Plus One (2004) - como Gloria
- The Division - como Florence Hayes - (1 episodio, 2004)
- Medium - como la Sra. Walker - (1 episodio, 2006)
- Flower Girl (2009) - como Evangeline Walker -
- How I Met Your Mother - como Rita -(2 episodios, 2009-2011)
- Atlas Shrugged: Part I (2011) - como Madre Rearden -
- Live at the Foxes Den (2012) -como la Sra. Ducksworth-

- Datos: Q238117
- Multimedia: Christina Pickles / Q238117